# Vortice mortale
Pour plus de détails, voir Fiche technique et Distribution.
Pour les articles homonymes, voir The Washing Machine (homonymie).
Vortice mortale, parfois commercialisé sous les noms La Machine à laver ou The Washing Machine, est un giallo franco-italo-hongrois réalisé par Ruggero Deodato et sorti en 1993.

## Synopsis
Vida, Ludmila et Maria sont trois sœurs vivant ensemble dans une vaste maison. Un soir Vida se dispute violemment avec son amant Jorgi. Le lendemain, Ludmila déclare à la police qu'elle a vu le cadavre de Jorgi découpé en morceaux dans leur machine à laver. En l'absence de cadavre, l'inspecteur Alexander Stacev met cette déclaration sur le compte d'une consommation excessive d'alcool. Les trois sœurs rivalisent alors pour séduire l'inspecteur, qui pourtant a déjà une fiancée, Irina. Commence un jeu complexe de mensonge, d'accusations réciproques et de rêves prémonitoires.

## Fiche technique
Sauf indication contraire, les informations mentionnées dans cette section peuvent être confirmées par la base de données cinématographiques Unifrance,  présente dans la section « Liens externes ».
- Titre original : Vortice mortale ou La lavatrice
- Titre français : The Washing Machine ou La Machine à laver
- Scénario : Luigi Spagnol
- Production : Alessandro Canzio, André Koob, Aron Sipos
- Musique : Claudio Simonetti
- Photographie : Sergio D'Offizi
- Montage : Gianfranco Amicucci
- Sociétés de production : Eurogroup Film, Esse C1
- Pays de production :  Italie /  France /  Hongrie
- Langue de tournage : italien
- Format : couleur - 1,33:1 - Son mono
- Durée : 90 min
- Genre : Giallo
- Dates de sortie :
  - France : 1993
  - Italie : 1993
- Classification : 
  - Royaume-Uni : Interdit aux moins de 18 ans

## Distribution
- Philippe Caroit : inspecteur Alexander Stacev
- Ilaria Borrelli : Maria 'Sissy' Kolba
- Katarzyna Figura : Vida Kolba
- Barbara Ricci : Ludmilla Kolba
- Laurence Regnier : Nikolai
- László Borbély : professeur de musique
- Claudia Pozzi : Irina
- Yorgo Voyagis : Yuri Petkov